# Gobernación de Lituania
La gobernación de Lituania (en ruso: Литовская губерния; en lituano: Lietuvos gubernija; 1796-1801) fue una gobernación de corta duración del Imperio ruso.
Después de la tercera partición de la mancomunidad polaco-lituana en 1795, los antiguos territorios del Gran Ducado de Lituania fueron divididos entre las gobernaciones de Vilna y de Slonim por Catalina II de Rusia. Después de su muerte, justo un año más tarde, su hijo Pablo I de Rusia se convirtió en el Emperador  de Rusia. Él revirtió o modificó muchas de las políticas y decisiones de su madre, incluyendo divisiones administrativas. El 12 de diciembre de 1796, las dos gobernaciones fueron fusionadas en una llamada Lituania y con capital en Vilna. En 1801, Pablo I fue asesinado y Lituania fue dividida entre las gobernaciones de Vilna y Grodno por su sucesor, Alejandro I de Rusia.